# Edigü

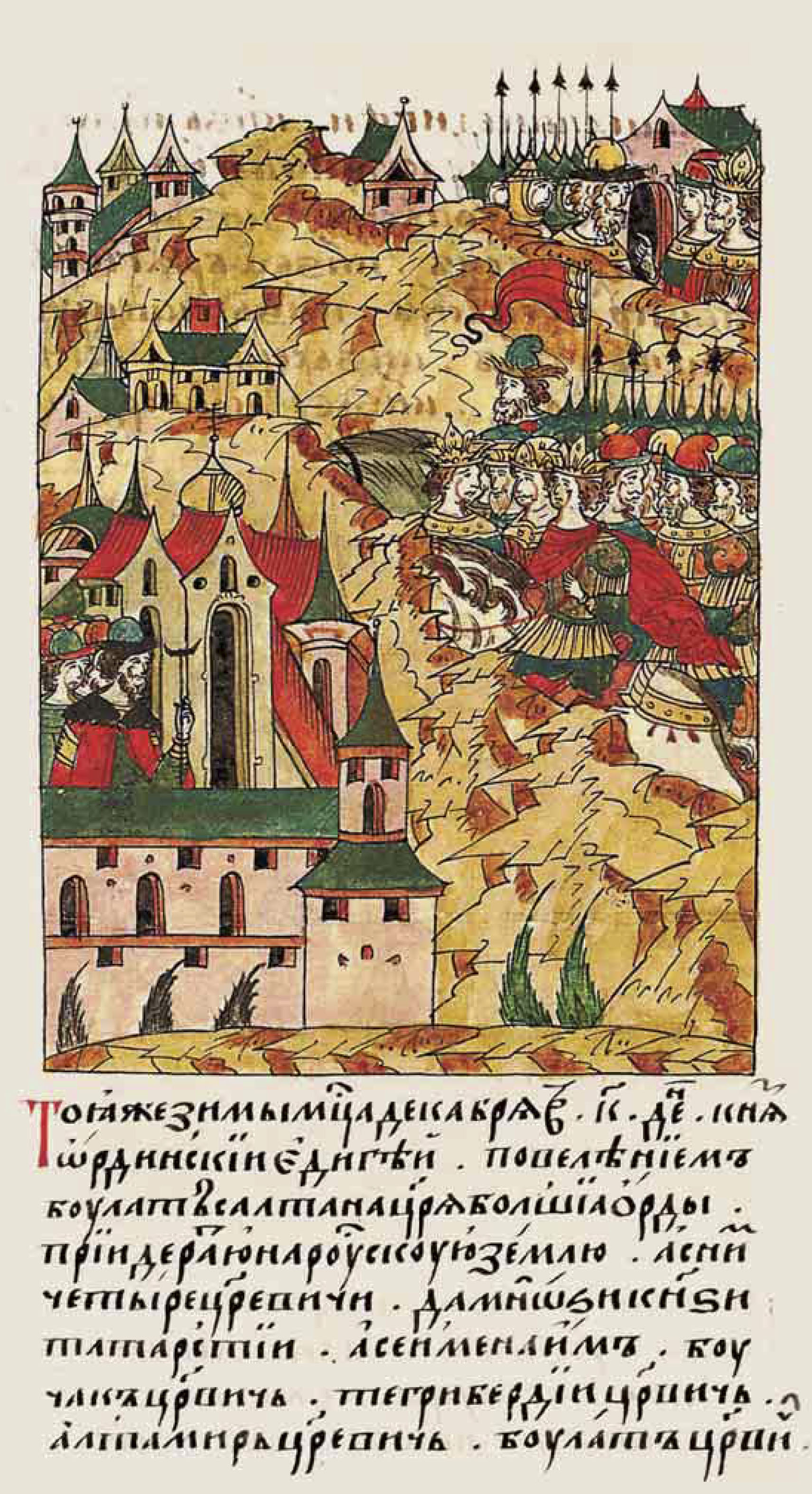
Überfall des Edigü

Der Emir Edigü (Idiqu; † 1419) war 1395–1418 die führende Figur der Goldenen Horde, obwohl er fast immer im Namen eines Khan regierte. Er war der Kopf der Mangit und ein Emir der Nogaier.

## Leben
Edigü lief früh zu Timur Lenk über und beriet diesen bei seinem ersten Feldzug gegen Toktamisch, der am 18. Juni 1391 mit Timurs Sieg bei Samara an der Wolga endete. Timur setzte den Khan Timur Qutlugh, einen Enkel Urus Khans (gestorben 1376) ein, dem er Edigü als Emir beigab. Beide konnten sich aber erst nach Timurs zweitem Feldzug (14. April 1395 Sieg am Terek, Plünderung von Sarai, Astrachan, Bolgar und der Krim) in der Horde behaupten.
In der Schlacht an der Worskla siegten Timur Qutlugh und Edigü 1399 über den litauischen Großfürsten Witold, der Toktamisch wieder als Khan einsetzen wollte. Toktamischs Tataren flohen vom Schlachtfeld und rissen die Litauer mit, Kiew musste sich freikaufen. Aber Timur Qutlugh starb 1400/01 an den Wunden und wurde durch seinen Bruder Schadi Beg ersetzt (1400/01–1407).
Der konnte die Huldigung der russischen Fürsten von Twer und Rjasan entgegennehmen, aber nicht die des Moskauers Wassili I. Schadi Beg konnte auch Toktamisch im Winter 1406/1407 bei Tjumen töten, wurde aber 1407 das Opfer innerer Unruhen, die seinen Bruder(?) Bolod (Pulad, 1407–1410) an die Macht brachten. Dann griff Edigü Russland an, eroberte Perejaslawl, Nischni Nowgorod und stand am 5. Dezember 1408 vor Moskau. Von dort zog er sich mit 3000 Rubeln Lösegeld zurück, da Bolods Herrschaft bedroht wurde. Weitere tatarische Angriffe folgten 1410 auf Rjasan und Wladimir, dann wurde Bolod von Timur Qutlughs Sohn Temür (1410/12) verdrängt. 
Prinz Temür hatte die Unterstützung von Edigüs Sohn Nur ad-Din und Edigü zog daraufhin eine Flucht nach Choresm dem Kampf gegen seinen eigenen Sohn vor. Verfolgt von seinem Sohn wurde er in Choresm ein halbes Jahr lang belagert. Hier zeigte sich die wankende Situation der Goldene Horde. Witold von Litauen hatte Toktamischs Sohn Gelal-ed-Din (der ihn in der Schlacht bei Tannenberg unterstützte, siehe auch: Islam in Polen, Litauen und Belarus) in die Horde geschickt. Gelal-ed-Din vertrieb den Khan Temür (1410/12),  nahm die persönliche Huldigung von Wassili I. entgegen und wurde noch 1412 durch Edigü beseitigt, der sich mit seinem Sohn versöhnt hatte.
Aber Witold gab nicht auf. Gegen Edigüs Khan Kerim Berdi (Sohn Toktamischs, 1412–1417)  entsandte er dessen Bruder Kebek (1414/15). Auch der wurde von Edigü vertrieben, welcher daraufhin 1416 Kiew einnahm.  Zuletzt schickte Witold „Jeremferden“ ins Feld, einen letzten Sohn Toktamischs. „Jeremferden“ besiegte noch 1417 Edigü, der auf die Krim flüchten musste. Edigü schloss mit Witold Frieden und verstarb kurz danach (1419). Sein letzter Thronkandidat war Chekre gewesen, der  von Ulug Mehmed abgelöst wurde. 
Nach dem Machtverlust des Emirs und der rivalisierenden Söhne Toktamischs wurde Ulug Mehmed (reg. 1419–1438/45) als Khan eingesetzt, unter dem sich die Horde endgültig in verschiedene Teilreiche aufspaltete. Im Rückblick gesehen war Edigü der letzte Machthaber, welcher der Goldenen Horde beschränkte innere Stabilität verleihen konnte. Er ging so zusammen mit Mamai und Toktamisch in die Geschichte und die tatarische Volksüberlieferung ein. 